# 王田苗
王田苗（1960年2月—），北京航空航天大学机器人研究所教授、博导，研究领域为嵌入式智能感知与控制、医疗外科机器人、特种服务机器人等。中华人民共和国教育部第三批“长江学者”特聘教授。1990年起在清华大学从事人工智能与移动机器人研究，承担863等多个重点科研项目、获得国家科技进步二等奖等多个奖项、发表百余篇论文、出版多本学术著作、获得多项专利。

## 生平
1978年9月至1982年7月，就读于西安交通大学，获计算机应用学士学位；
1984年9至1990年8月，先后获得西北工业大学电子工业硕士、水下信号处理与识别博士学位；
1990年9月至1995年6月先后在清华大学、意大利博洛尼亚骨科医院仿生力学实验室从事机器人博士后研究；
1995年至今，在北京航空航天大学机器人所工作，1996年晋升教授，曾先后担任北京航空航天大学机器人所所长、机械工程及自动化学院院长。